# AltAI
AltAI (Alternative AI) — первый российский нейроморфный микропроцессор для исполнения импульсных нейронных сетей. Разрабатывается компанией «Мотив НТ».
Эффективная работа алгоритмов искусственного интеллекта обеспечивается за счет событийно-ориентированной архитектуры и использования принципов биологических нейронных сетей: локализации памяти в центре принятия решений, массового параллелизма, возможности «обучаться» в процессе решения задачи.

## История
Разработка процессора началась в 2017 году компанией «Мотив НТ» (аффилирована с ООО «Мотив»).
Первый прототип микропроцессора (AltAI-1) выпущен в 2020-м году. Микросхема содержит 16 ядер с суммарной производительностью 6,4 миллиарда синаптических операций в секунду. Микросхемы размещены в компактных корпусах QFN44-9x9. Их интерфейсы позволяют стыковать произвольное количество таких микросхем в прямоугольную матрицу, соединяя их непосредственно друг с другом.
Для создания экспериментальных импульсных нейронных сетей и проверки их работы разработано отладочное устройство, содержащее несколько микросхем AltAI-1 и интерфейс для удобного соединения платы с персональным компьютером. Оно представляет собой большую объединительную плату с шестнадцатью разъёмами для установки в них небольших плат, содержащих от восьми микросхем в каждой. Для связи с персональным компьютеров в ней предусмотрен интерфейс USB 3.0.
В 2020 году начались работы над проектом микропроцессора AltAI-3. В его основе был сохранён принцип «вычисления в памяти». Основной вычислительной единицей в нём также является ядро. Ядра обмениваются между собой короткими сообщениями. В отличие от AltAI-1 теперь в ядрах может исполняться программируемая функция, что позволяет выполнять обучение нейронной сети в процессе её исполнения. Кроме этого, устройства, основанные на этих микропроцессорах, могут быть вычислительной основой для построения систем с колоссальной производительностью для исполнения различных массово параллельных алгоритмов, не обязательно нейросетевых. В микросхеме предусмотрено специальное периферийное ядро, предназначенное для организации начальной загрузки конфигурации всех микросхем сети данными из энергонезависимой памяти, а так имеет ряд таких стандартных интерфейсов, как: SPI, TWI (I2C совместимый), SDIO, а также программируемые выводы общего назначения.
В 2022 году «Лаборатория Касперского» приобрела 15 % «Мотив НТ». Параллельно с этим были разработаны первые демонстраторы технологии в партнерстве с Курчатовским институтом.
В 2023 году был разработан вариант одноплатного устройства с интерфейсом PCI-E, форм фактор — M.2, для стыковки с одноплатным компьютером Orange PI.
В 2024 году был разработан вариант небольшого одноплатного устройства с USB 3.0 интерфейсом, на котором установлены 16 микросхем. На плате предусмотрен мезонинный интерфейс, позволяющий объединять такие устройства увеличивая тем самым количество нейроморфных ядер, предоставляемых для исполнения нейронной сети.
В 2026 году запланирован выпуск первой партии прототипов микросхемы AltAI-3.

## Характеристики
Первое поколение микропроцессора (AltAI- 1), выпущено в 2020 г.:
- техпроцесс 28 нм;
- 16 нейроморфных ядер;
- 8192 LIF-нейрона;
- 4 миллиона синаптических связей;
- 6,4 миллиарда синаптических операций в секунду;
- потребляемая мощность до 70 мВт;
- корпус микросхемы QFN44-9x9.

Второе поколение микропроцессора (AltAI- 3), на стадии разработки:
- техпроцесс 28 нм;
- 36 (прототип) / 256 (коммерческий) вычислительных ядер;
- 600 тысяч (прототип) / 4 миллиона (коммерческий) нейронов с 16 связями;
- 18 тысяч (прототип) / 130 тысяч (коммерческий) нейронов с 512 связями;
- 9,4 миллиона (прототип) / 67 миллионов (коммерческий) различным по функциям межъядерных связей (для импульсных нейросетей — синаптических связей);
- 14 миллиардов (прототип) / 100 миллиардов (коммерческий) операций в секунду;
- потребляемая мощность 70 мВт (прототип) / 300 мВт (коммерческий);
- корпус микросхемы как для прототипа, так и в коммерческом исполнении QFN64-9x9.

## Области применения
Микропроцессор наиболее эффективен в системах, где требуется обработка больших массивов потоковых данных при ограниченности ресурсов: памяти, энергии и времени.
- автономная визуальная навигация в беспилотных транспортных средствах: автомобили, поезда, трамваи, летательные аппараты
- компьютерное зрение, предиктивная аналитика и обработка потоковой информации в медицине
- компьютерное зрение и обработка потоковой информации в робототехнике
- голосовая аналитика